# Membru al Societății Regale
Membru al Societății Regale (în engleză: Fellow of the Royal Society, prescurtat FRS) este un titlu acordat de Societatea Regală din Londra persoanelor care au adus contribuții semnificative la „îmbunătățirea cunoașterii naturii” (improving natural knowledge). Calitatea de membru este pe viață și reprezintă una dintre cele mai prestigioase recunoașteri științifice din spațiul britanic.

## Tipuri de membri
Fellows (FRS)
Categoria generală de membri aleși dintre cercetători și ingineri cu realizări notabile în științele naturale, matematică sau inginerie.
Foreign Members (ForMemRS)
Onoare acordată savanților nestabiliți în Regatul Unit, pentru contribuții științifice de excepție pe plan internațional. Post-nominalul utilizat este ForMemRS.
Honorary Fellows (HonFRS)
Categorie rezervată persoanelor cu merite remarcabile în sprijinirea științei sau în viața publică, atunci când nu se potrivește în mod direct criteriul științific obișnuit. Post-nominalul este HonFRS.
Royal Fellows
Membri ai familiei regale britanice aleși conform statutelor Societății. Aceștia folosesc, ca și ceilalți membri, post-nominalul FRS.

## Proces de alegere
Candidaturile sunt propuse de membri existenți ai Societății și sunt evaluate printr-un proces de examinare colegială pe domenii științifice. Selecția finală este aprobată de Consiliu și ratificată prin vot. Alegerea are loc, de regulă, anual, iar numărul de noi membri este limitat.

## Drepturi și obligații
Membrii pot utiliza post-nominalele relevante (FRS, ForMemRS, HonFRS), pot participa la activitatea societății (ședințe, comitete, nominalizări) și susțin misiunea instituției de promovare a științei, educației și consilierii științifice pentru politicile publice.

## Istoric succint
Societatea Regală a fost fondată în secolul al XVII-lea, iar alegerea de membri a devenit în timp principalul mecanism de recunoaștere a excelenței științifice. De-a lungul istoriei, au fost aleși numeroși savanți de referință. Prima alegere a unor femei ca Fellows a avut loc în 1945.